# ایلیوشین ایل-۲
ایلیوشین-۲ (به روسی: Илью́шин Ил-۲) معروف به اشتورماوویک (به روسی: Штурмови́к) یک هواگرد تهاجمی تک موتوره دو سرنشین ساخت دفتر طراحی ایلیوشین در اتحاد جماهیر شوروی در جریان جنگ جهانی دوم بود که به صورت گسترده وارد خط تولید انبوه گردید. در مجموع بیش از ۳۶ هزار فروند از این هواگرد به تنهایی و ۴۴ هزار فروند همراه با ایل-۱۰ در طول جنگ ساخته شد که از این منظر جایگاه رکورددار را در طول تاریخ هوانوردی نظامی به آن اعطا کرد. نخستین استفاده‌کنندهٔ این هواگرد نیروی هوایی شوروی بوده‌است. این هواگرد در دوم اکتبر سال ۱۹۳۹ نخستین پرواز خود را انجام داد.
خلبانان ایل-۲ را اختصاراً «ایلیوشا» و سربازان بر روی زمین آن را «گوژپشت»، «تانک پرنده» یا «پیاده‌نظام پرنده» می‌نامیدند. ایل-۲ نقش بسیار کلیدی در شکست آلمان نازی در جبهه شرقی جنگ دوم جهانی ایفا نمود به وجهی که ژوزف استالین دربارهٔ آن گفته بود که «این هواگرد به اندازه هوا و نان برای ارتش سرخ اهمیت دارد».

## طراحی و توسعه

### سرمنشا

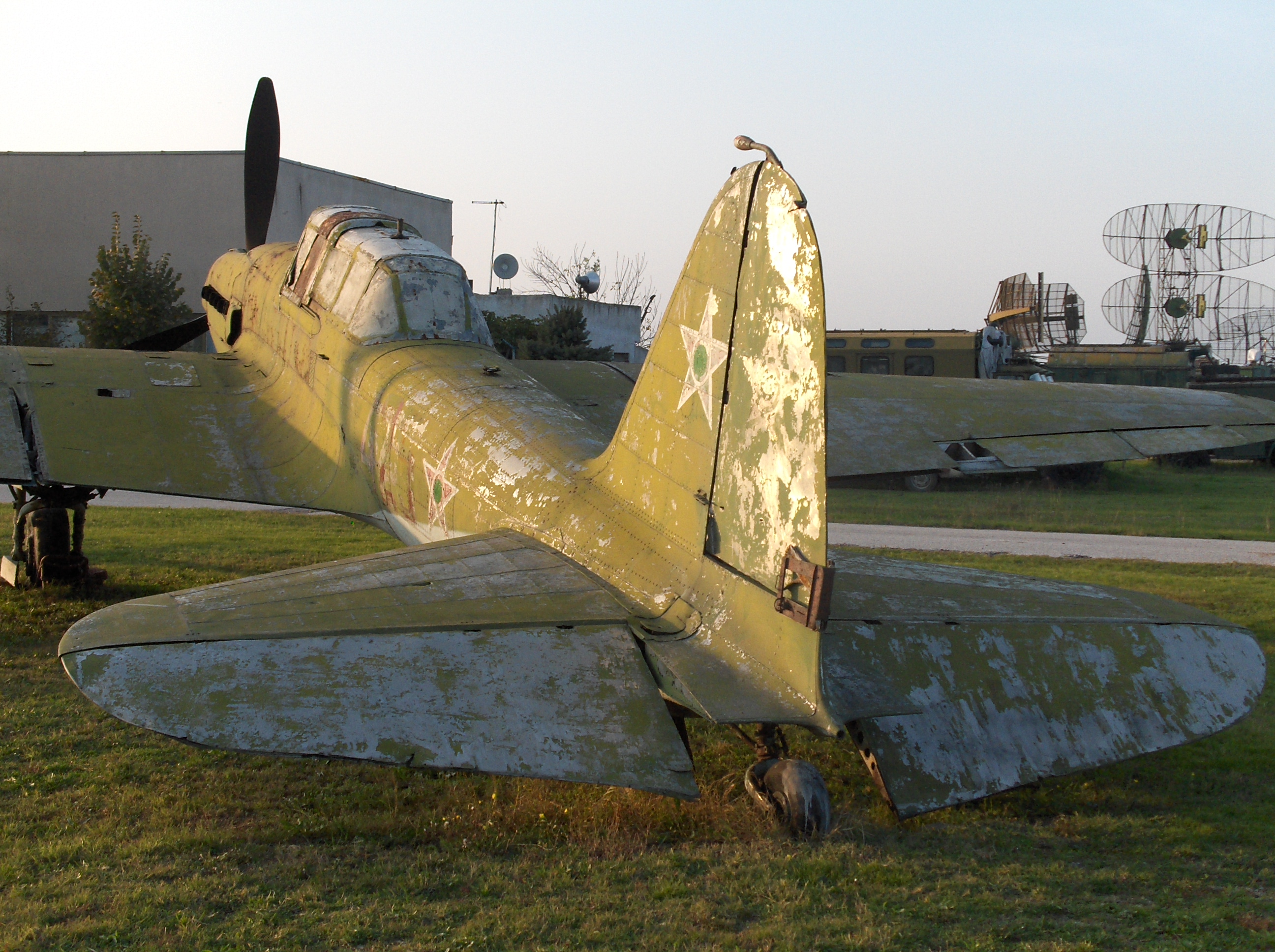
ایل-۲ ام، موزه ملی هوانوردی، کروموو، بلغارستان

ایده هواگرد تهاجمی زرهی در شوروی به اوایل دهه ۱۹۳۰ میلادی یعنی زمانی که نیروی هوایی این کشور در حال مدرن سازی خود بود، بازمی‌گشت هنگامی که دمیتری گریگوروویچ TSh-1 و TSh-2 را به صورت هواگرد دوباله زرهپوش طراحی کرد. اما در آن زمان موتورهای ساخت شوروی نمی‌توانستند قدرت کافی را برای عملکرد مناسب هواگردهای سنگین تأمین کنند. در همین اثنا ایل-۲ توسط سرگئی ایلیوشین، طراح ارشد دفتر مرکزی طراحی و تیمش در سال ۱۹۳۸ به صورت ترکیبی از فلز و چوب طراحی شد. این هواگرد دو سرنشین دارای پوسته زرهی ۷۰۰ کیلوگرمی برای محافظت از خلبان، موتور، مخزن سوخت و رادیاتور بود که بخش‌های مختلف ضخامت متفاوت داشت. وزن ایل-۲ در هنگام بارگذاری کامل به ۴۷۰۰ کیلوگرم می‌رسید که ۱۵ درصد از آن مربوط به پوسته محافظتی می‌شد. به شکل منحصر به فردی در میان سایر هواگردهای تهاجمی جنگ جهانی دوم، زره ایل-۲ به صورت بخش تحمل کننده بار در شاسی یکپارچه آن طراحی شده بود که موجب کاهش قابل توجه وزن هواگدو می‌گردید. نخستین پیش‌نمونه ایل-۲ تحت عنوان TsKB-55، که برای نخستین بار دوم اکتبر ۱۹۳۹ به پرواز درآمد، در رقابت با سوخو-۶ موفق به پیروزی شد و عنوان BSh-2 (BSh مخفف «هواگرد تهاجمی زرهی») را از نیروی هوایی دریافت کرد.
از آن جهت که موتور Mikulin AM-35 به گونه ای طراحی شده بود که بهترین عملکرد خود را در ارتفاع‌های بالا نشان دهد، BSh-2 نسبت به موتور خود بیش از اندازه سنگین و نتیجتاً دارای عملکرد ضعیفی بود. از این رو در پیش نمونه دوم (TsKB-57) جهت ارتقا عملکرد از طراحی سبک تری با یک سرنشین و موتور قوی تر Mikulin AM-38 (بهینه‌سازی شده مدل AM-35 برای ارتفاع‌های پایین) استفاده شد که نخستین پرواز خود را در ۱۲ اکتبر ۱۹۴۰ انجام داد. این نمونه مراحل آزمایش ارتش را در ماه مارس ۱۹۴۱ با موفقیت گذراند و تحویل آن تحت عنوان جدید ایل-۲ به واحدهای عملیاتی از ماه مه همان سال آغاز شد. در پی ارسال نامه ای از جانب یکی از خلبانان ایل-۲ به استالین در ارتباط با اضافه شدن تیربارچی دم در پشت خلبان جهت مقابله با جنگنده‌های آلمانی که قصد ساقط کردن هواگرد را دارند، نمونه دیگری دوباره با دوسرنشین طراحی گردید.
توپ خودکار ۲۳ میلی‌متری VYa-23 نیز به عنوان تسلیحات اصلی ایل-۲ انتخاب گردید.

### تولید
سال ۱۹۴۱ دستور تولید ایل-۲ برای چهار کارخانه ارسال شد که نهایتاً با توجه به سهولت تولید آن به کمک کارگرهای کم مهارت، ایل-۲ را به بیشترین هواگرد نظامی تولیدشده در طول تاریخ تبدیل کرد.
با این حال تولید ایل-۲ تا زمان تهاجم آلمان به شوروی در ژوئن سال ۱۹۴۱ تنها در دو کارخانه یعنی کارخانه‌های شماره ۱۸ در وورونژ و شماره ۳۸۱ در لنینگراد آغاز شده بود. تولید در ابتدای جنگ به کندی پیش می‌رفت؛ چرا که برای جلوگیری از تخریب کارخانه‌ها، تأسیسات به جانب شرقی کوه‌های اورال منتقل می‌شد. این وقفه به ایلیوشین و مهندسان همراه او اجازه داد در طراحی ایل-۲ تجدید نظر کنند. بدین ترتیب دو ماه پس از انتقال کارخانه‌ها کار تولید ایل-۲ آغاز شد. این تأخیر و سرعت تولید به مذاق ژوزف استالین، رهبر شوروی خوش نیامد به همین جهت در تلگرامی به شنکمن و ترتیاکوف، مدیران کارخانه‌ها نوشت:
شما کشور و ارتش سرخ ما را رها کرده‌اید. شما این جرات را داشته‌اید که ایل-۲ را تا به کنون تولید نکنید. ارتش سرخ ما هم‌اکنون به ایل-۲ همانند هوایی که تنفس می‌کند و نانی که می‌خورد، نیاز دارد. شنکمن یک ایل-۲ در روز و ترتیاکوف یک یا دو میگ-۳ در روز تولید می‌کند. این یک خیانت به کشور و ارتش سرخ ماست. از شما می‌خواهم صبر حکومت را مورد امتحان قرار ندهید و ایل‌های بیشتری تولید کنید. این آخرین اخطار من است.— استالین
در پی این فرمان تولید ایل-۲ به سرعت افزایش پیدا کرد و این هواگرد به تعداد زیاد در اختیار ارتش سرخ قرار گرفت.

## تاریخچه عملیاتی

### کاربرد اولیه و سردرگمی عملیاتی

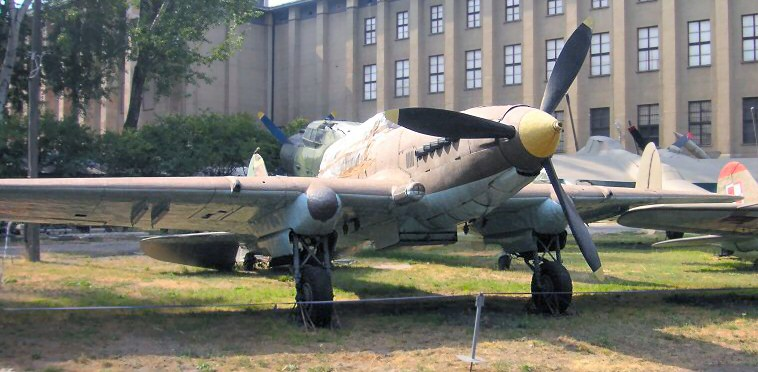
ایل-۲ در موزه ارتش لهستان، ورشو

نخستین استفاده عملیاتی از ایل-۲ در هنگ ۴ هواگردهای تهاجمی بر فراز رودخانه برزینا چند روز پس از آغاز تهاجم آلمان به شوروی صورت گرفت. این هواگرد به اندازه‌ای جدید بود که هیچ آموزشی به خلبانان در ارتباط با ویژگی‌ها پرواز و شیوه‌های استفاده از آن و خدمه بر روی زمین در ارتباط با تعمیر و تسلیح مجدد آن داده نشده بود. خلبانان تنها آموزش‌هایی دربارهٔ برخاستن و فرود با این هواگرد دیده بودند اما هیچ‌یک از آن‌ها از تسلیحات استفاده نکرده بودند. در نخستین روز تهاجم آلمان در ۲۲ ژوئن سال ۱۹۴۱، ۲۴۹ ایل-۲ در دسترس بود که تنها ۷۰ فروند از آن‌ها عملیاتی و ۲۰ فروند در اختیار نیروهای خط مقدم بودند. فقط در همان روز نخست ۱۰ فروند از آن‌ها توسط دشمن و ۱۹ فروند دیگر به سایر دلایل ساقط و ۲۰ خلبان کشته شدند. اولین تهاجم پیش‌دستانه به کمک ایل-۲ پنج روز پس از آغاز حمله آلمان، با هدف قرار دادن کاروان تانک‌ها و پیاده‌نظام موتوریزه دشمن انجام گرفت. تا ۱۰ ژوئیه تعداد هواگردهای هنگ ۴ از ۶۵ فروند به ۱۰ فروند رسید.

### تاکتیک‌های جدید
به مرور با آشنایی خلبان‌های ارتش سرخ با توانایی‌های ایل-۲، تاکتیک‌ها نیز ارتقا پیدا کرد. چهار تا دوازده هواگرد در قالب آرایش پلکانی به جای نزدیک شدن به هدف به صورت افقی در ارتفاع پایین ۵۰ متری، هدف را عموماً در جانب چپ خود قرار می‌دادند و با یک چرخش و شیرجه ۳۰ درجه‌ای به آن حمله می‌کردند. با این حال که راکت‌های RS-82 و RS-132 می‌توانست با یک برخورد ادوات زرهی دشمن را منهدم کنند اما دقت بسیار کمی داشتند؛ به همین جهت خلبان‌های با تجربه اکثراً از توپ خودکار خود برای هدف قرار دادن دشمن استفاده می‌کردند. سلاح مؤثر دیگر ایل-۲ بمب‌های کوچک ۱٫۵ کیلوگرمی بودند که حداکثر به مقدار ۱۹۲ عدد درون چهار محفظه بیرونی (به صورت بمب خوشه ای) یا ۲۲۰ عدد درون بال‌ها قرار می‌گرفتند. نوع ضد تانک این بمب‌ها به راحتی می‌توانستند لایه بالایی زره تانک‌های سنگین آلمانی را بشکافند. از این نوع تسلیحات به صورت گسترده برای نخستین بار در نبرد کورسک استفاده شد.
پس از آن از ایل-۲ به صورت فراوان در جبهه شرقی جنگ جهانی استفاده گردید. این هواگرد می‌توانست در شرایط کم‌نور نیز پرواز کند و تسلیحاتی حمل می‌کرد که می‌توانست در زره تانک‌های پنتر و تیگر ۱ آلمان نفوذ کند. زره سنگین این هواگرد موجب شد دشمنان آلمانی آن را «هواگرد بتنی» بنامند؛ چرا که ساقط کردن آن با مسلسل و توپ خودکار ۲۰ میلی‌متری تقریباً غیرممکن بود.

### تأثیرگذاری به عنوان هواگرد تهاجمی

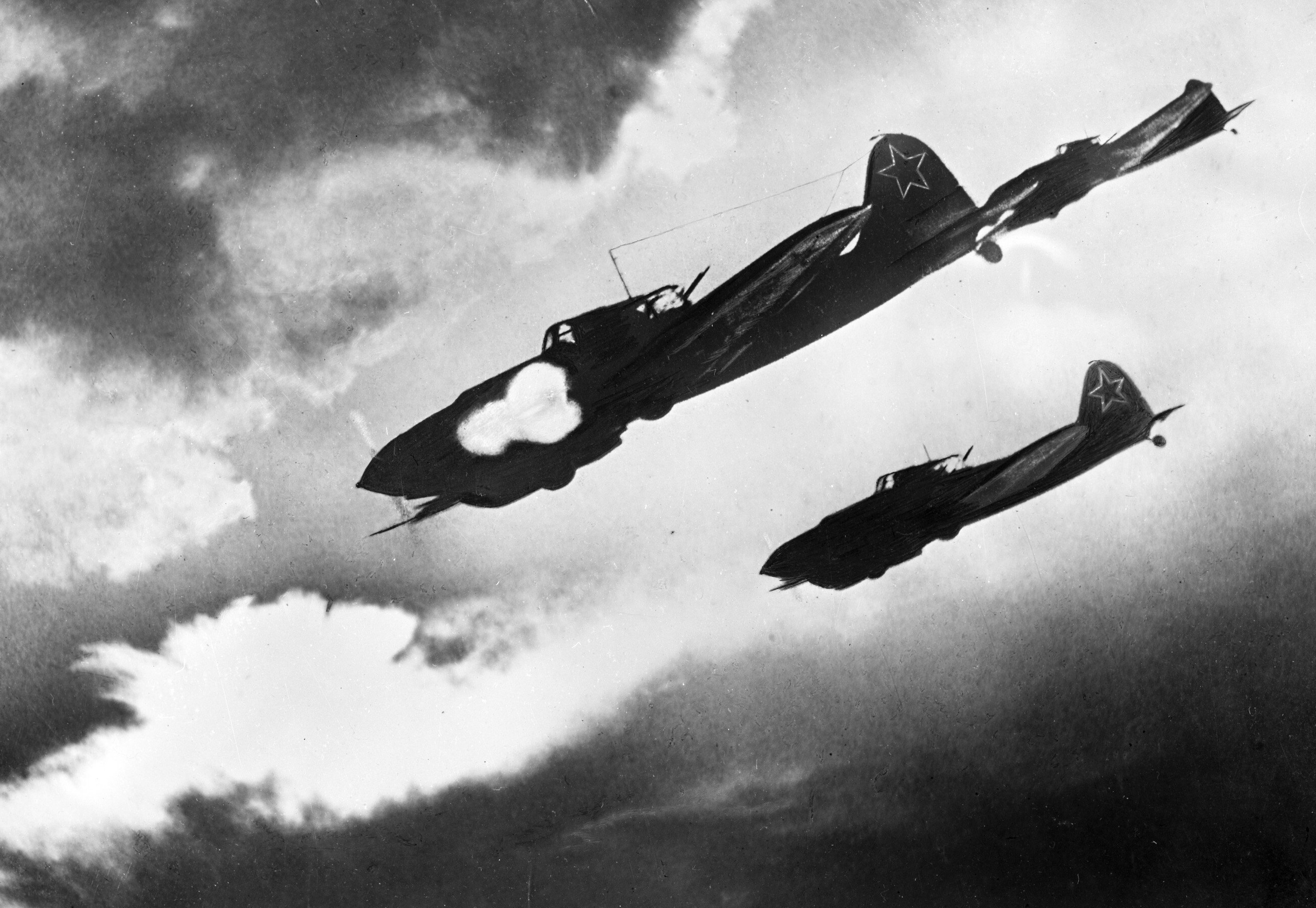
ایل-۲ در حال تهاجم به سمت هدف، نبرد کورسک

به روشنی نمی‌توان عملکرد حقیقی ایل-۲ را بر مبنای گزارش‌ها و متون رسیده مورد بررسی قرار داد. طبق ادعای ارتش سرخ هواگردهای تهاجمی ایل-۲ در روز ۷ ژوئیه سال ۱۹۴۳ در جریان نبرد کورسک توانستند ۷۰ تانک لشکر نهم زرهی آلمان را تنها در عرض ۲۰ دقیقه منهدم کنند. در جریان همین نبرد ژنرال ریازانوف موفق شد با به‌کارگیری عمده هواگردهای ایل-۲ با هماهنگی نیروهای پیاده‌نظام، توپخانه و زرهی تاکتیک‌های جدیدی را در جهت استفاده از این هواگردها خلق کند. در نبرد کورسک هواگردهای ایل-۲ از تاکتیکی تحت عنوان «دایره مرگ» استفاده کردند. در این تاکتیک حداکثر هشت ایل-۲ یک حلقه دفاعی را شکل می‌دادند و هر یک از هواگردها با مسلسل‌های تهاجمی خود از هواگرد جلویی محافظت می‌کرد تا یکی از آن‌ها با خروج از حلقه هدف خود را مورد تهاجم قرار دهد و مجدداً وارد حلقه شود. ریازانوف بعدها به همین جهت دو ستاره طلایی قهرمان شوروی را دریافت کرد و نیروهای تحت امر او نیز به عنوان نخستین ارتش میدانی عنوان افتخاری «محافظ» را گرفتند.
در سال ۱۹۴۳ در هر ۲۶ مورد پرواز (سورتی) هواگردهای ایل-۲ یکی ساقط می‌شد که نیمی از آن‌ها مربوط به جنگنده‌های دشمن بود و نیم دیگر مربوط به سامانه‌های ضدهوایی می‌شد.
البته تحقیق دیگری می‌گوید که تانک‌های آلمانی منفجر شده در نبرد کورسک ارتباط زیادی با ایل-۲ نداشته‌اند و ۳۲۳ تانک منهدم شده آلمانی عموماً توسط توپ‌های ضدتانک یا دیگر خودروهای زرهی از میان برداشته شده‌اند. همچنین گفته شده‌است ۹۵ تا ۹۸ درصد تانک‌های آلمانی توسط توپ‌های ضدتانک، تانک‌ها، مین‌ها، نیروهای پیاده‌نظام شوروی یا حتی مشکلات فنی از دست رفته‌اند. در حالیکه ارتش سرخ مدعی شد هواگردهای تهاجمی ایل-۲ موفق شده‌اند در نبرد کورسک دست کم ۲۷۰ تانک لشکر سوم زرهی ورماخت را فقط در عرض دو ساعت منهدم کنند، این نیرو تنها ۹۰ تانک در اختیار داشت که ۱۸۰ دستگاه کمتر از مورد ادعایی است. از طرفی گزارش شده‌است روز بعد از پایان نبرد کورسک یعنی در ۱۱ ژوئیه همچنان ۴۱ دستگاه تانک عملیاتی برای لشکر سوم زرهی ورماخت باقیمانده مانده بوده‌است که موجب گردید این لشکر بدون گزارش هر گونه خسارات سنگین از جانب هواگردهای دشمن، بتواند همچنان به حضور در میدان‌های نبرد در تمامی ماه ژوئیه ادامه دهد. بیشتر تلفات لشکر سوم زرهی آلمان در نبرد کورسک مربوط به توپ‌های ضد تانک و تانک‌های متخاصم بوده‌است.
شاید خارق‌العاده‌ترین ادعا دربارهٔ هواگردهای ایل-۲ مربوط به انهدام ۲۴۰ تانک لشکر هفدهم زرهی ورماخت و نابودی کامل آن تنها در مدت چهار ساعت باشد. درحالیکه در روز ۱ ژوئیه لشکر هفدهم زرهی ورماخت تنها یک گردان تانک با ۶۷ دستگاه تانک داشته و اصلاً به صورت مستقیم در نبرد کورسک حضور نداشته‌است و پس از این نبرد نیز به سمت غرب عقب‌نشینی کرده‌است.
بزرگ‌ترین مشکل ایل-۲ دقت پایین آن در هنگام تهاجم بود. در اواخر جنگ، شوروی با تمرکز تعداد زیادی از هواگردهای ایل-۲ از عملیات‌های تهاجمی خود پشتیبانی می‌کرد. تأثیر این هواگرد به خصوص برای اهداف زرهی حفر شده در زمین بیش از آن که فیزیکی باشد، روانی بود. در تهاجم ۹ ژوئیه در باریکه کارلیا در جنوب شرقی فنلاند، قوای ضدهوایی فنلاند بسیار کمتر از آن بودند که با تمرکز هواگردهای ایل-۲ و بمب افکن‌های پی‌ای-۲ مقابله کنند اما به سرعت به این موضوع پی بردند که هواگردهای ایل-۲ قادر نیستند به خوبی هدف خود را به خصوص به وسیله بمب با دقت مورد اصابت قرار دهند. با این حال که حمله به اهداف بزرگ همانند کاروان تدارکات یا ایستگاه‌های راه‌آهن نتایج مخربی داشت اما حمله به اهداف کوچک‌تر همانند نقاط حفر شده در زمین عموماً اثر بخش نبود. تقابل بین توپ‌های ضدهوایی ۲۰ یا ۴۰ میلی‌متری و هواگردهای ایل-۲ هیچگاه به تخریب کامل هدف نمی‌انجامید اما بسیاری از هواگردها را ساقط می‌کرد.
وزن سنگین زره ایل-۲ موجب می‌گردید این هواگرد نتواند مواد منفجره زیادی با خود حمل کند که با توجه به دقت پایین، عملکرد ضعیف‌تر آن را نسبت به دیگر هواگردهای تهاجمی متفقین همچون پی-۴۷ و هاوکر تیفون موجب می‌شد.

### تانک پرنده
زره سنگین ایل-۲ آن را به شدت در مقابل آتش هوایی و زمینی دشمن مقاوم ساخته بود. با این حال، در مجموع بزرگ‌ترین خطر برای ایل-۲ از جانب زمین بود؛ همان‌طور که خلبانان توپ‌های ضدهوایی ۲۰ و ۳۷ میلی‌متری را بزرگ‌ترین تهدید گزارش می‌کردند؛ درحالیکه توپ‌های مشهور ۸۸ میلی‌متری، با وجود هیبت خاص، با توجه به نواخت تیر پایین و ارتفاع پایین پروازی و سرعت نسبتاً بالای ایل-۲ تأثیر کمتری بر آن داشتند. از همین رو اقدام فنلاند برای تقویت توان ضدهوایی خود در تابستان ۱۹۴۴ با جانشین کردن توپ‌های ۲۰ و ۴۰ میلی‌متری با توپ‌های ۷۶ میلی‌متری با شکست مواجه شد و با وجود به‌کارگیری تاکتیک‌های جدید و استفاده از مهمات با توانایی انفجار زمان‌دار یا انفجار هنگام برخورد، تعداد اندکی از هواگردهای ایل-۲ ساقط شدند.
زره ایل-۲ با ضخامت ۵ تا ۱۲ میلی‌متری که به صورت ویژه از اتاقک خلبان و موتور محافظت می‌کرد، کاملاً در مقابل آتش تسلیحات سبک مقاوم بود. با این وجود، تیربارچی دم از حفاظت کمتری نسبت به همقطار خود برخوردار بود و آمار تلفات در این جایگاه به چهار برابر خلبان می‌رسید. سیاست «عدم بازگشت با مهمات استفاده نشده» که موجب حمله چند باره به اهداف می‌شد، نیز این آمار را افزایش می‌داد. حتی در مواردی از خدمه خواسته می‌شد با وجود اتمام تسلیحات بر فراز هدف باقی بمانند تا مقاومت خود را نسبت به آن‌ها نشان دهند که همین امر لقب «تانک پرنده» یا «بمب افکن بتنی» را به ایل-۲ داد.

### تیربارچی دم

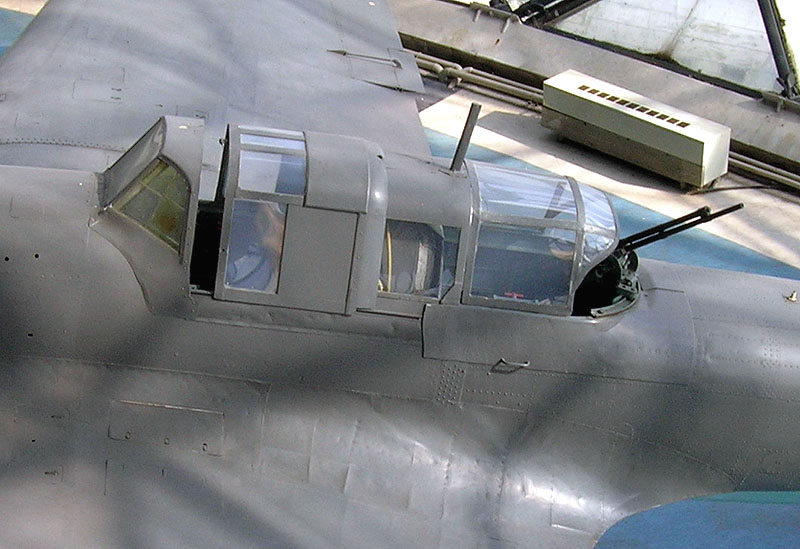
اتاقک خلبان ایل-۲، موزه هوانوردی بلگراد، صربستان

ایل-۲ به شدت از جانب پشت آسیب‌پذیر بود و این درحالی بود که جنگنده‌های خودی به جهت پرواز در ارتفاع‌های بسیار بالاتر از ایل-۲، نمی‌توانستند از آن محافظت کنند. به همین دلیل با افزایش تلفات مدل دو سرنشین با یک تیربارچی دم جای مدل تک‌سرنشین را در خط تولید گرفت و هواگردهای از پیش تولید شده نیز با ایجاد یک حفره در پشت اتاقک اصلاح شدند. با افزوده شدن جایگاه دوم، وزن هواگرد ۱۷۰ کیلوگرم افزایش یافت و ۱۰ تا ۲۰ کیلومتر بر ساعت از سرعت آن کاسته و کنترل پذیری به جهت عقب‌تر رفتن نقطه ثقل سخت‌تر شد. برای حل این مسئله در مدل‌های بعدی بال‌ها مقداری رو به عقب زاویه پیدا کردند.

### نبرد هوایی
با توجه به کمبود هواگرد جنگنده بین سال‌های ۱۹۴۱ و ۱۹۴۲ از ایل-۲ در مواردی به عنوان جایگزین آن‌ها نیز استفاده شد. با این حال که نمونه‌های جدیدتر جنگنده‌های آلمانی به صورت عیان در نبرد هوایی بر ایل-۲ برتری داشتند اما این هواگردها گاهی به‌خصوص در مقابل یگان‌های آلمانی مجهز به هنشل هااس ۱۲۶ به موفقیت‌هایی نیز دست یافت. خلبانان ایل-۲ اغلب هواگردهای تهاجمی دشمن از جمله هواگردهای یونکرس یو ۸۷ را مورد حمله قرار می‌دادند که با توجه به کالیبر پایین ۷٫۹۲ میلی‌متری در مسلسل تیربارچی دم آن‌ها نمی‌توانستند با وجود زره ضخیم ایل-۲ از خود دفاع بکنند. در زمستان سال ۱۹۴۲ از ایل-۲ برای تهاجم به هواگردهای ترابری آلمانی نیز استفاده شد که آن را به بزرگ‌ترین خطر برای یونکرس یو ۵۲ تبدیل کرد. از این روش به شکل کاملاً موفقی در نبرد استالینگراد بین سال‌های ۱۹۴۲ و ۱۹۴۳ برای مقابله با هواگردهای ترابری و بمب‌افکن‌هایی همچون فوکه-وولف اف‌و ۲۰۰ و هاینکل هائی ۱۱۱ که به نیروهای تحت محاصره آلمانی تدارکات و آذوقه می‌رساندند، استفاده شد.
با این حال که ایل-۲ توانمندی ویژه‌ای در حمله به اهداف زمینی و هواگردهای کم سرعت داشت اما از جانب جنگنده‌های دشمن به شدت مورد خسارت واقع می‌شد. تلفات به اندازه‌ای سنگین بود که رتبه بیشترین هواگردهای ساقط شده در بین تمامی هواگردهای شوروی را به خود اختصاص داد. البته این مسئله با توجه به تعداد بالای تولید شده این هواگردها قابل پیش‌بینی بود. بین سال‌های ۱۹۴۱ تا ۱۹۴۵ بیش از ۱۰ هزار ایل-۲ (شامل ایل-۱۰) توسط دشمن ساقط شد.

## کاربران نظامی
شوروی
- نیروی هوایی شوروی
- هواگردی دریایی شوروی

 جمهوری خلق بلغارستان
- نیروی هوایی بلغارستان – ۱۲۰ فروند ایل-۲ و ۱۰ نمونه آموزشی ایل-۲ یو در سال ۱۹۴۵ دریافت کرد که بین بین سال ۱۹۴۵ و ۱۹۵۴ استفاده شد.

 مجارستان
- نیروی هوایی مجارستان – تعداد نامشخصی دریافت کرد که بین بین سال ۱۹۴۵ و ۱۹۵۲ استفاده شد.

 جمهوری خلق مغولستان
- نیروی هوایی ارتش خلق مغولستان – ۷۱ فروند ایل-۲ در سال ۱۹۴۵ دریافت کرد که بین بین سال ۱۹۴۵ و ۱۹۵۴ استفاده شد.

 چکسلواکی
- نیروی هوایی چکسلواکی – ۳۳ فروند ایل-۲ و ۲ نمونه آموزشی ایل-۲ یو دریافت کرد که بین بین سال ۱۹۴۴ و ۱۹۴۹ استفاده شد.

 لهستان
- نیروی هوایی ارتش لهستان – نزدیک به ۲۳۰ فروند ایل-۲ در سال ۱۹۴۵ دریافت کرد که بین بین سال ۱۹۴۵ و ۱۹۴۹ استفاده شد.

 یوگسلاوی
- نیروی هوایی یوگسلاوی – ۲۱۳ فروند ایل-۲ در سال ۱۹۴۴ دریافت کرد که بین بین سال ۱۹۴۴ و ۱۹۵۴ استفاده شد.

## مشخصات فنی (مدل ام۳)

### مشخصات عمومی
- خدمه: ۲ نفر: خلبان و تیربارچی دم
- طول: ۱۱٫۶ متر
- پهنای بال: ۱۴٫۶ متر
- ارتفاع: ۴٫۲ متر
- مساحت بال: ۳۸٫۵ متر مربع
- وزن ناخالص: ۴۴۲۵ کیلوگرم
- حداکثر وزن هنگام برخاستن: ۶۳۶۰ کیلوگرم
- نیرومحرکه: یک موتور پیستونی وی‌شکل ۱۲ سیلندر میلوکین ای‌ام-۳۸اف خنک شونده با مایعات: ۱۷۲۰ اسب بخار - ۱۲۸۰ اسب بخار هنگام برخاستن
- پیش‌ران: ملخ ۳ تیغه با زاویه متغیر
- قطر ملخ: ۳٫۶ متر

### عملکرد
- حداکثر سرعت: ۴۱۴ کیلومتر بر ساعت در سطح دریا
- پایاسیر: ۲۹۵ کیلومتر بر ساعت
- برد: ۷۶۵ کیلومتر با سرعت ۲۷۵ کیلومتر بر ساعت در ارتفاع ۱۰۰۰ متری
- سقف پرواز: ۵۵۰۰ متر
- سرعت اوج‌گیری: ۱۰٫۴ متر بر ثانیه، ۵۰۰۰ در ۱۵ دقیقه
- حداکثر طول پرواز: ۲٫۷۵ ساعت
- نسبت توان به وزن: ۰٫۲۸ اسب بخار بر کیلوگرم

### تسلیحات
- دو توپ خودکار ثابت ۲۳ میلی‌متری Vya -23: هر یک ۱۵۰ فشنگ
- دو مسلسل ثابت ۷٫۶۲ میلی‌متری شکاس (Shkas): هر یک ۷۵۰ فشنگ
- یک مسلسل متحرک ۱۲٫۷ میلی‌متری برزین یوبی‌تی (UB Brezin) در پشت کابین خلبان برای تیربارچی دم: ۳۰۰ فشنگ
- ۶۰۰ کیلوگرم بمب یا ۸ راکت آراس-۸۲ و ۴ راکت آراس-۱۳۲

## نگارخانه

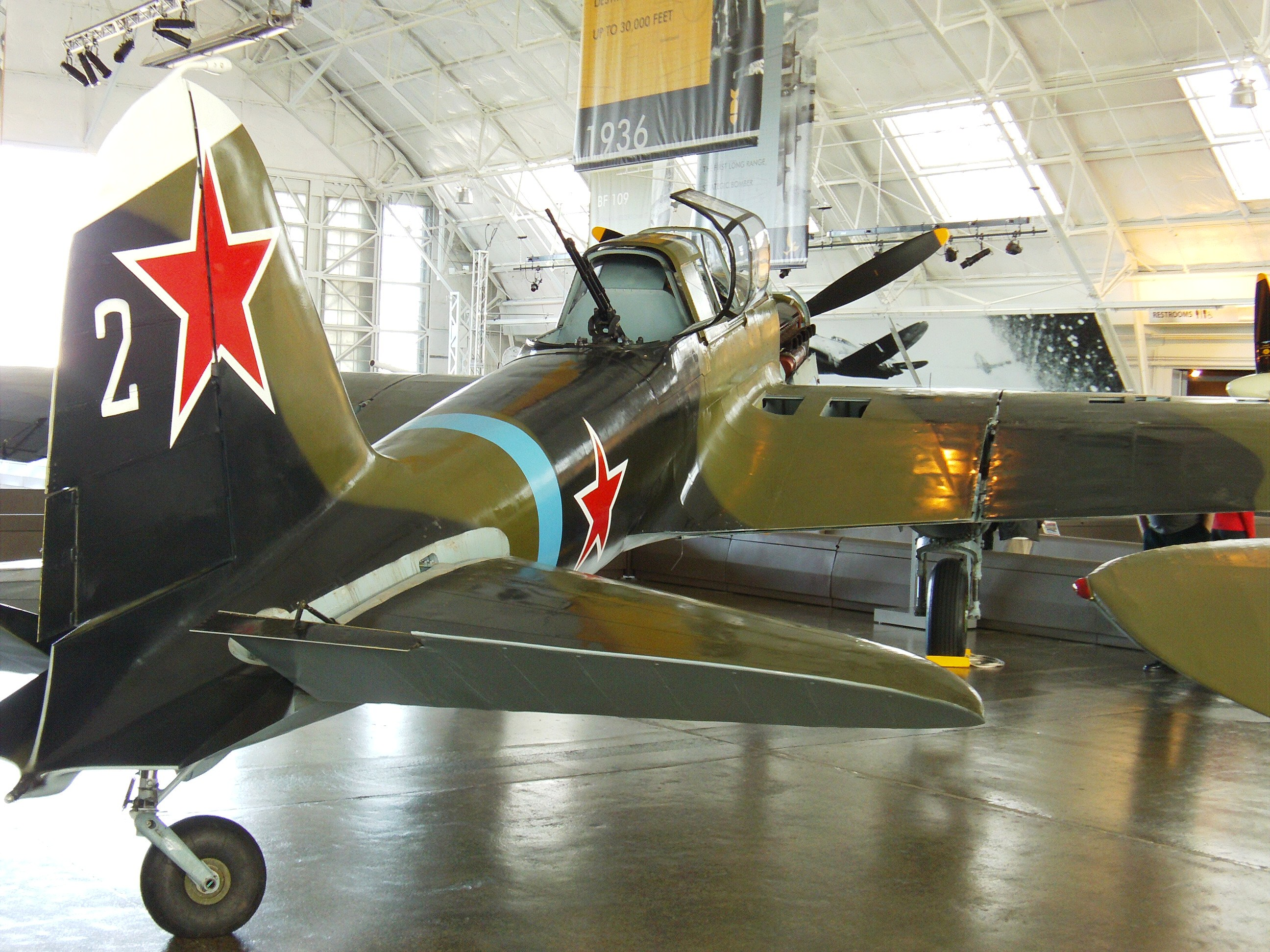
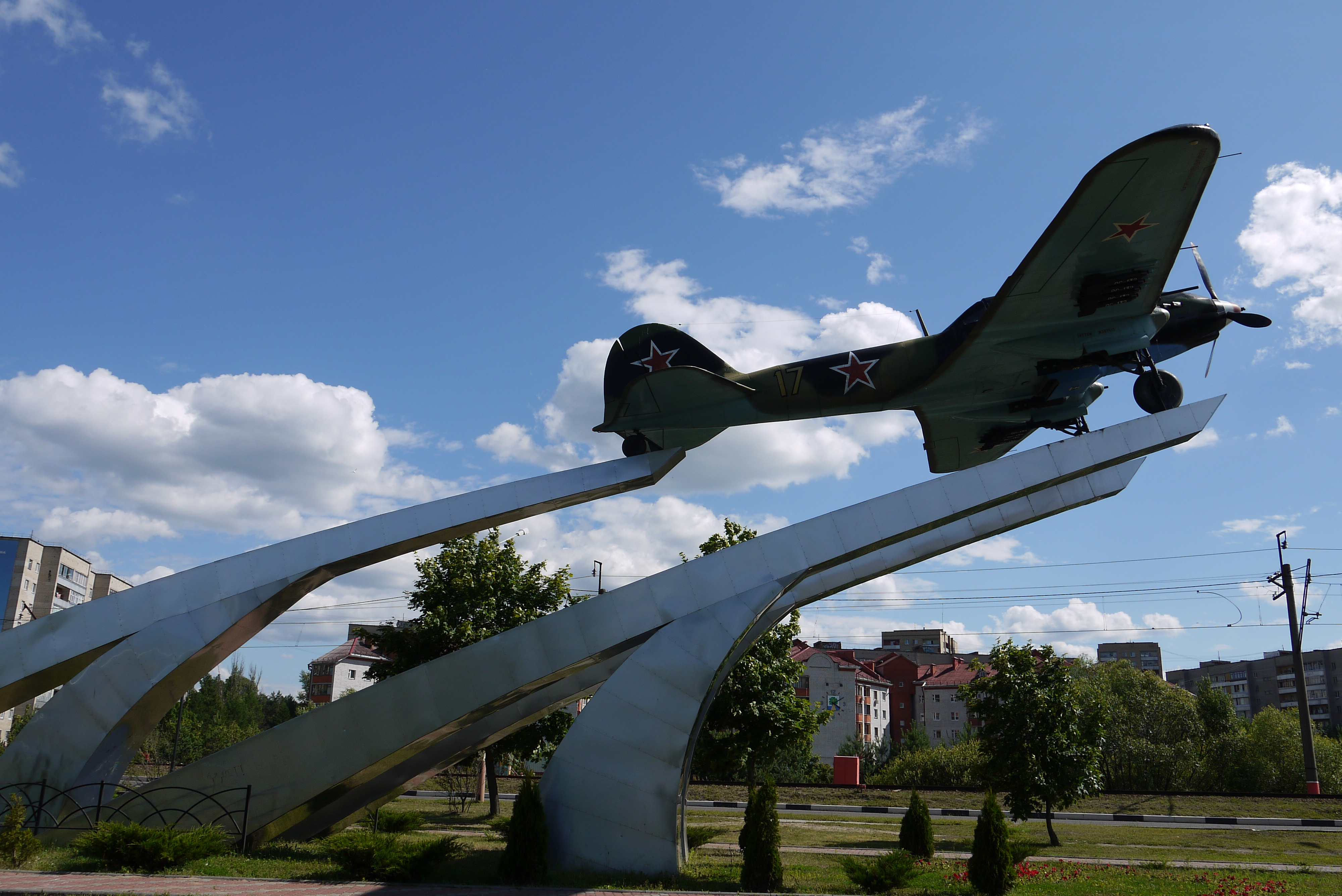
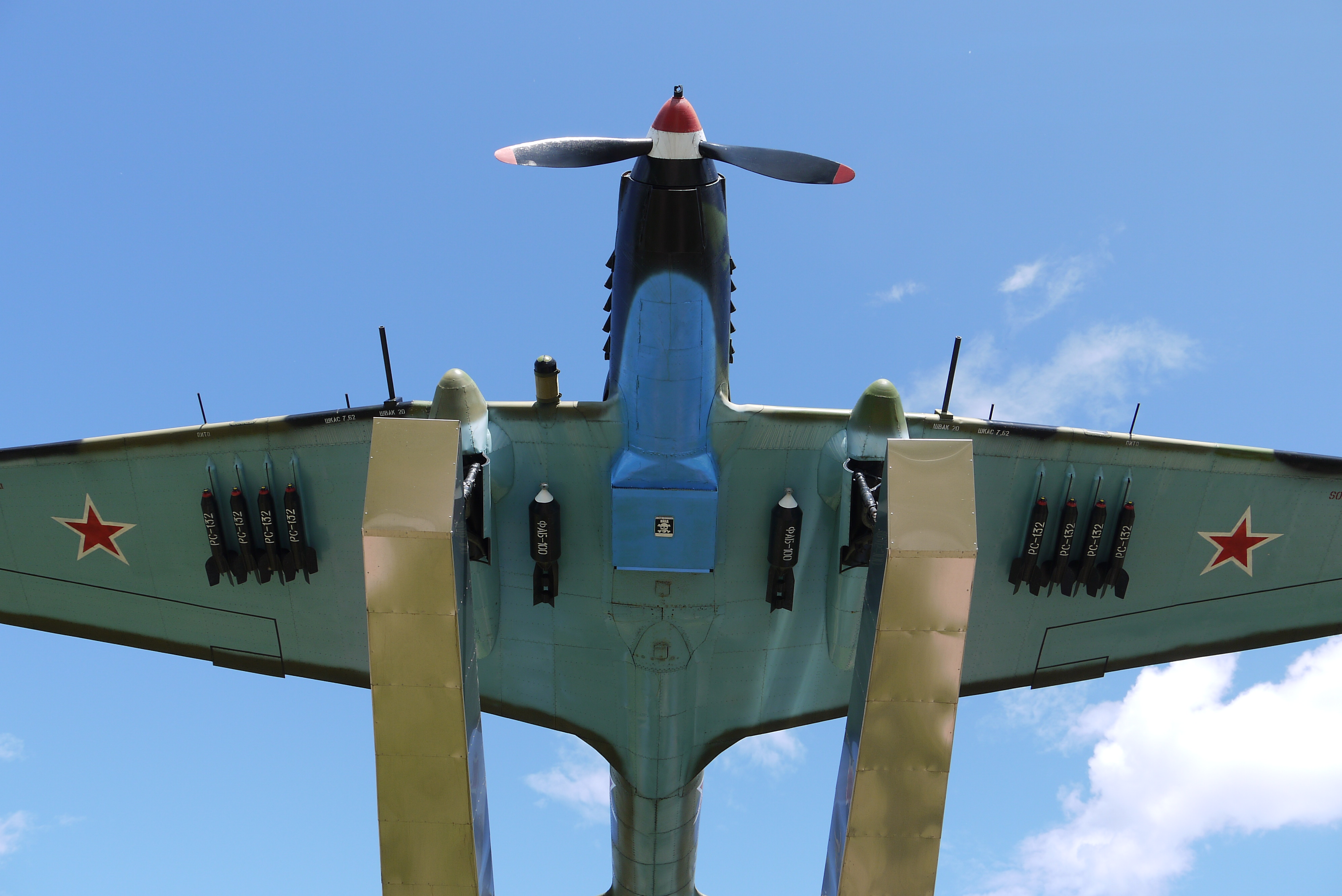
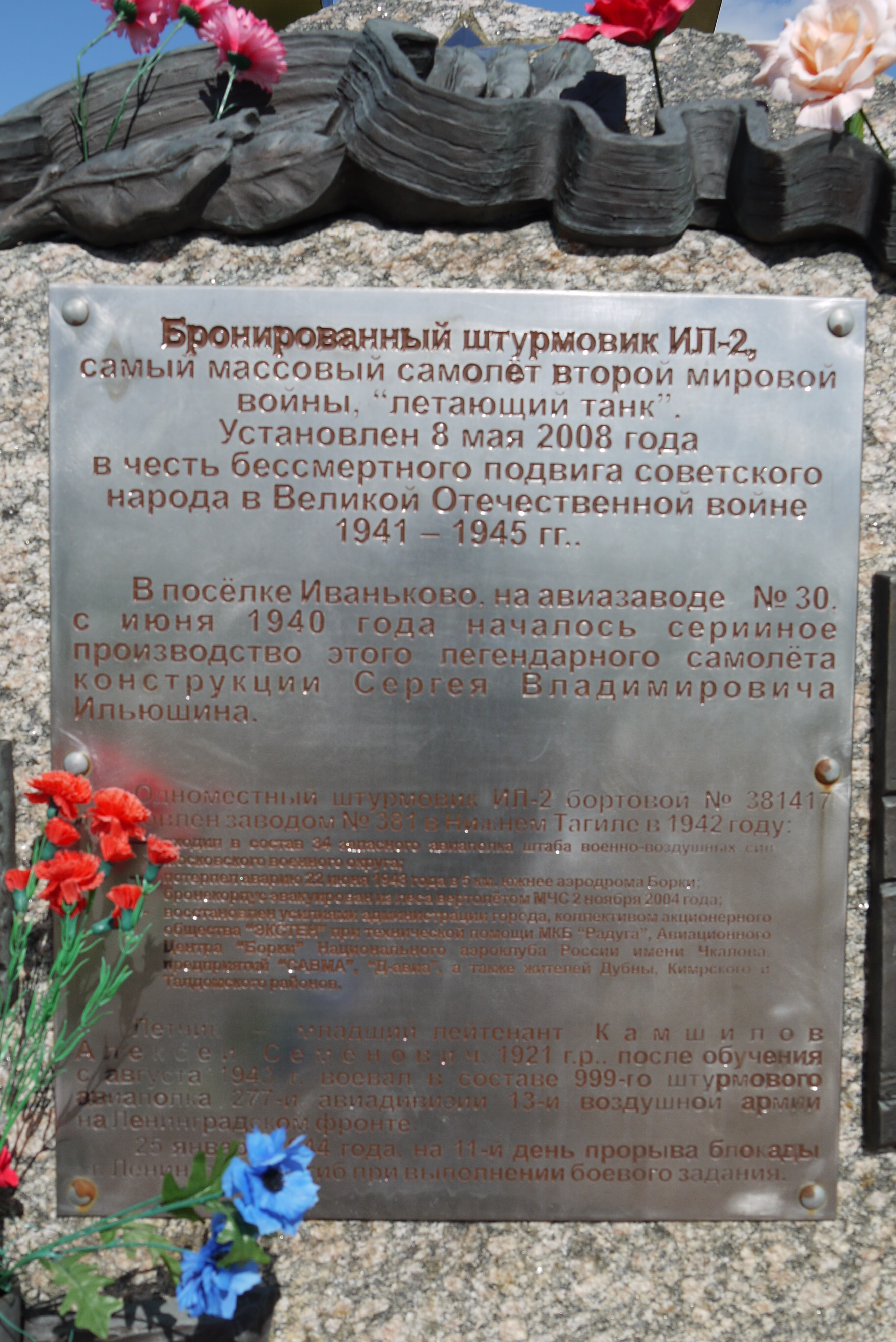
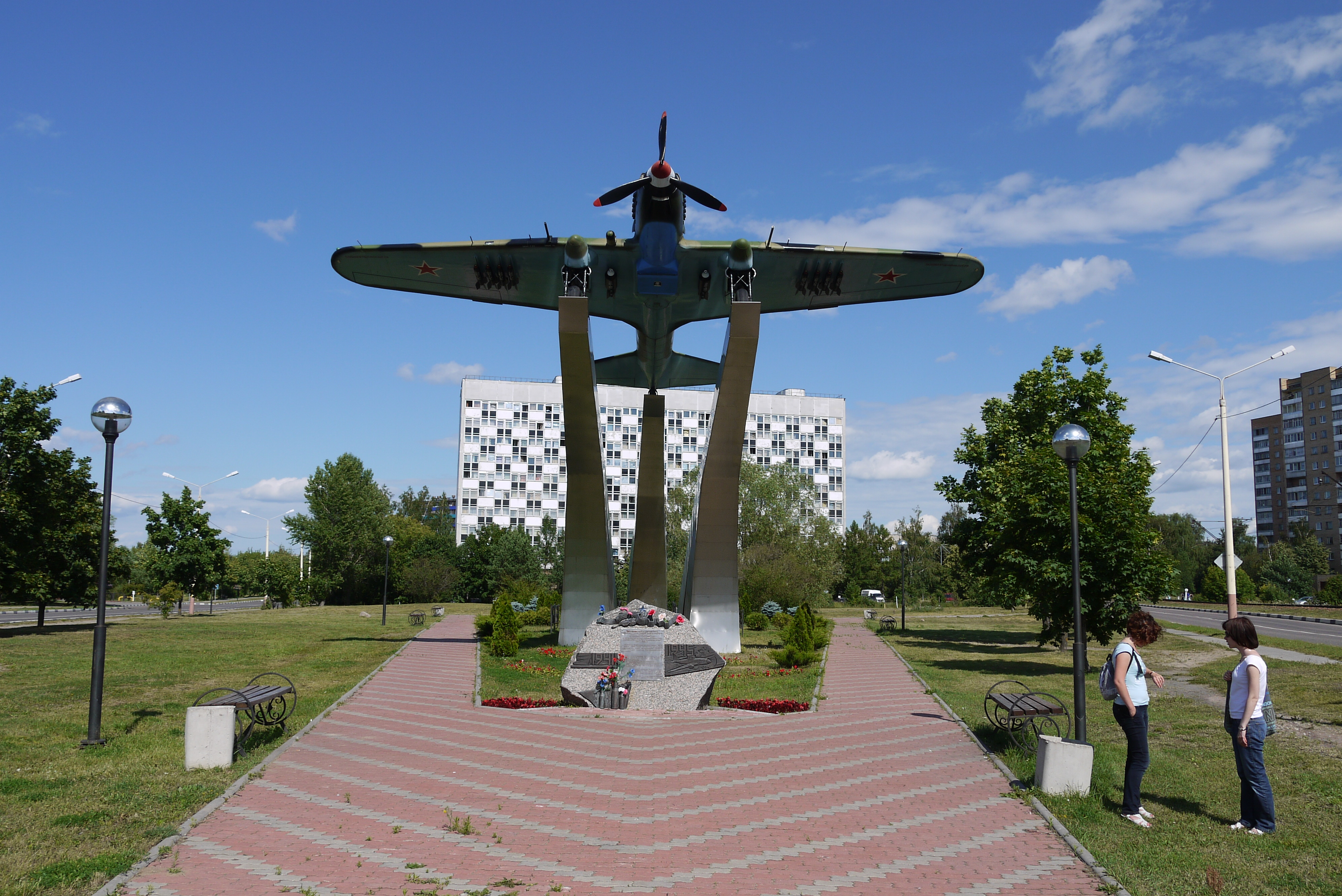
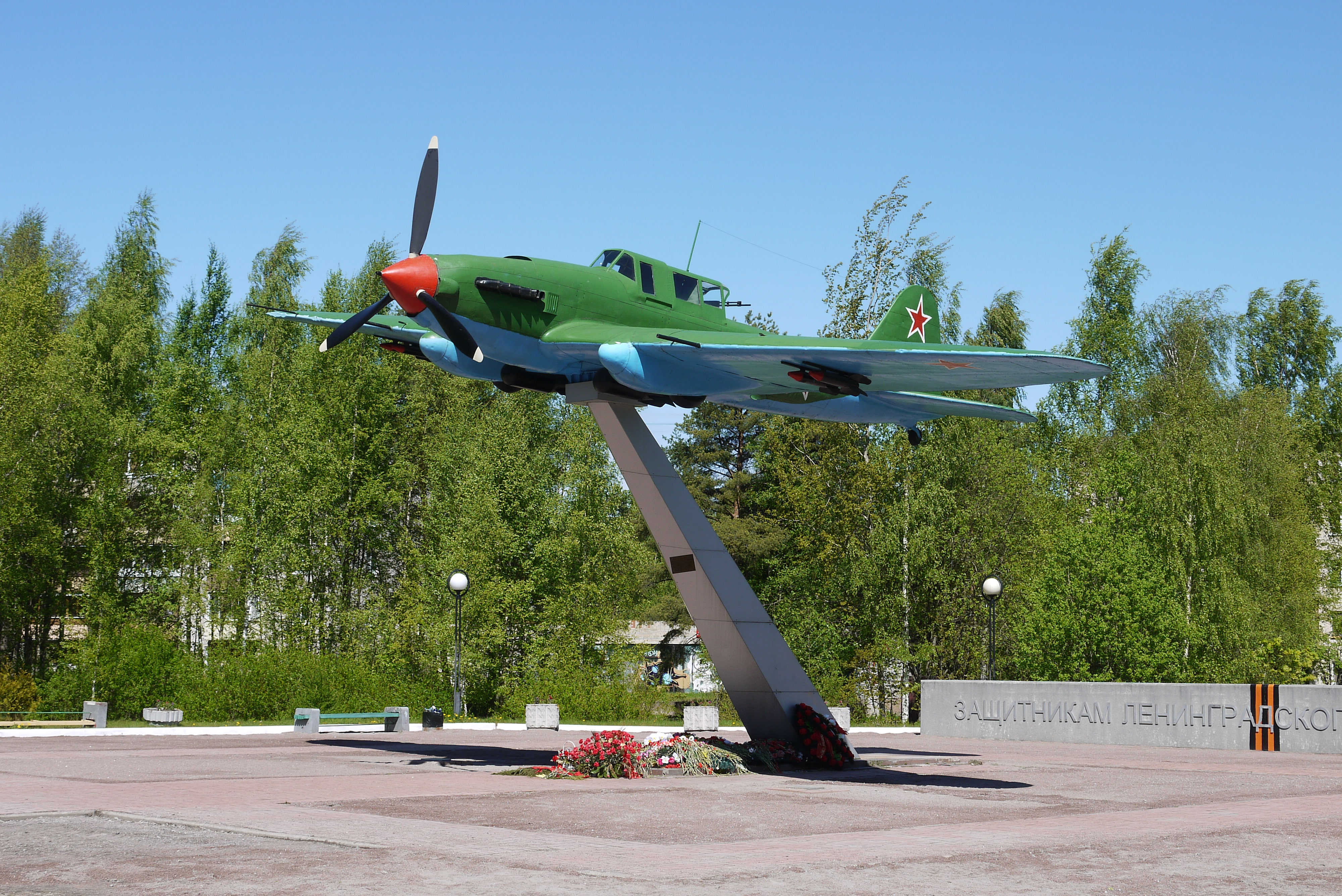
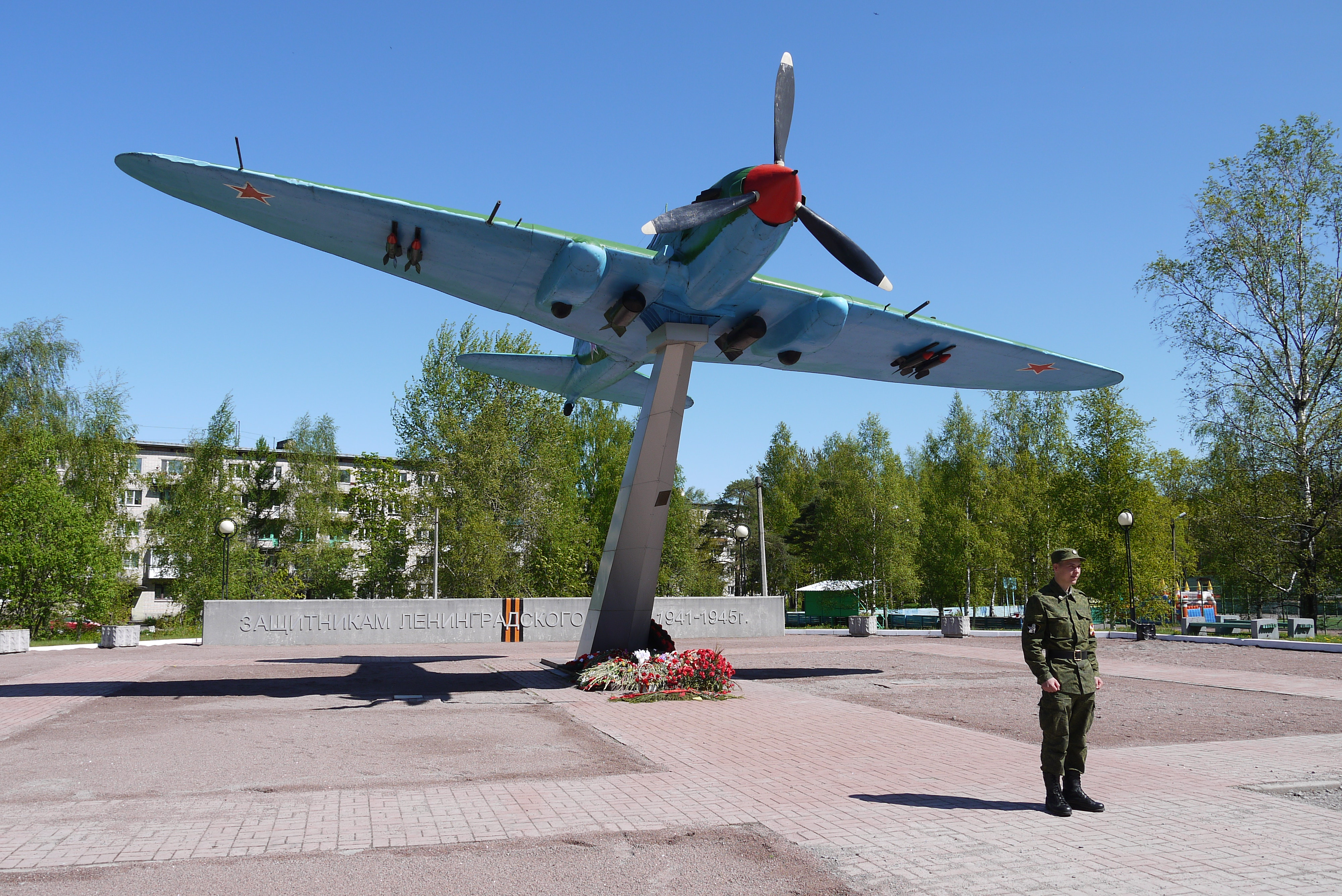
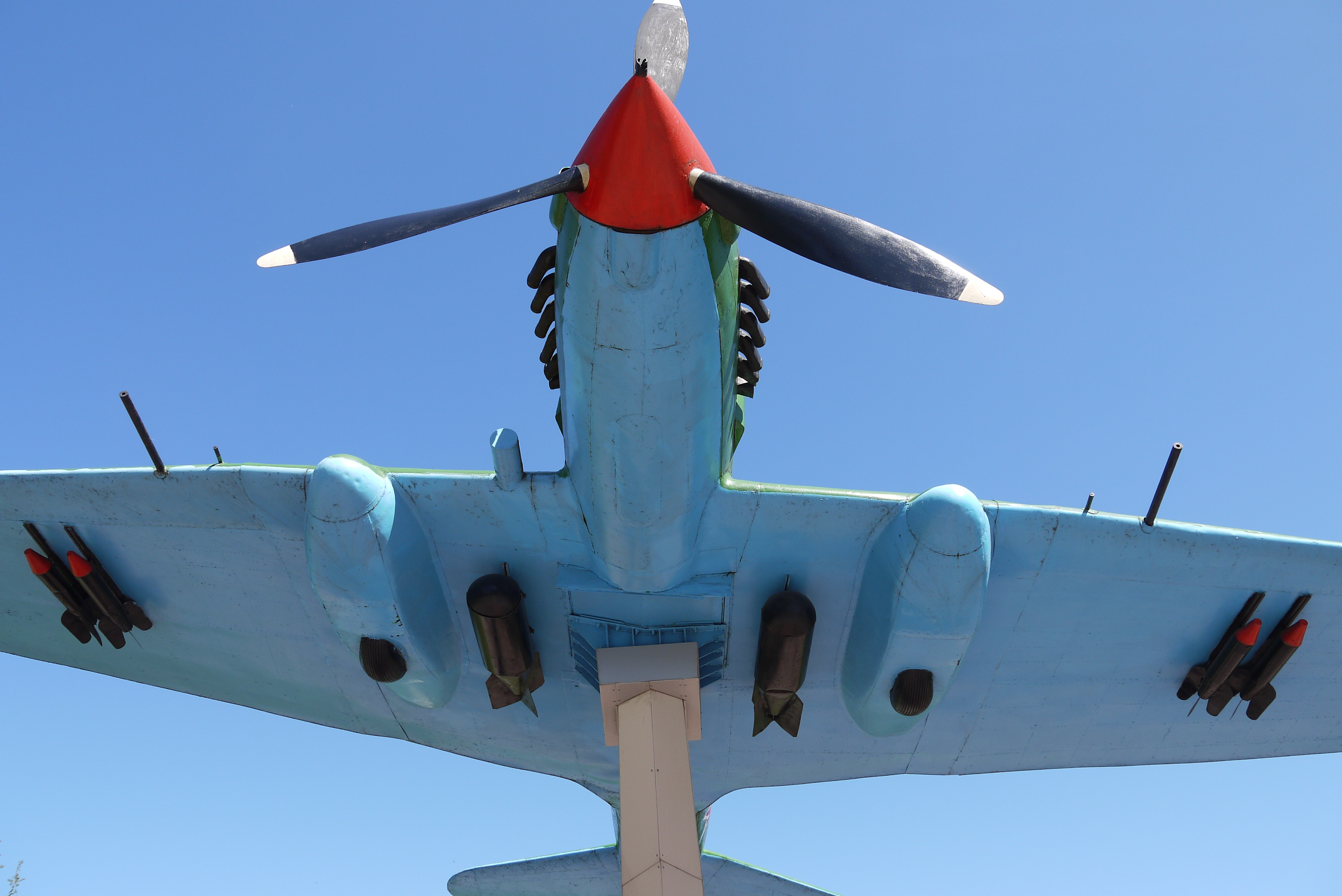
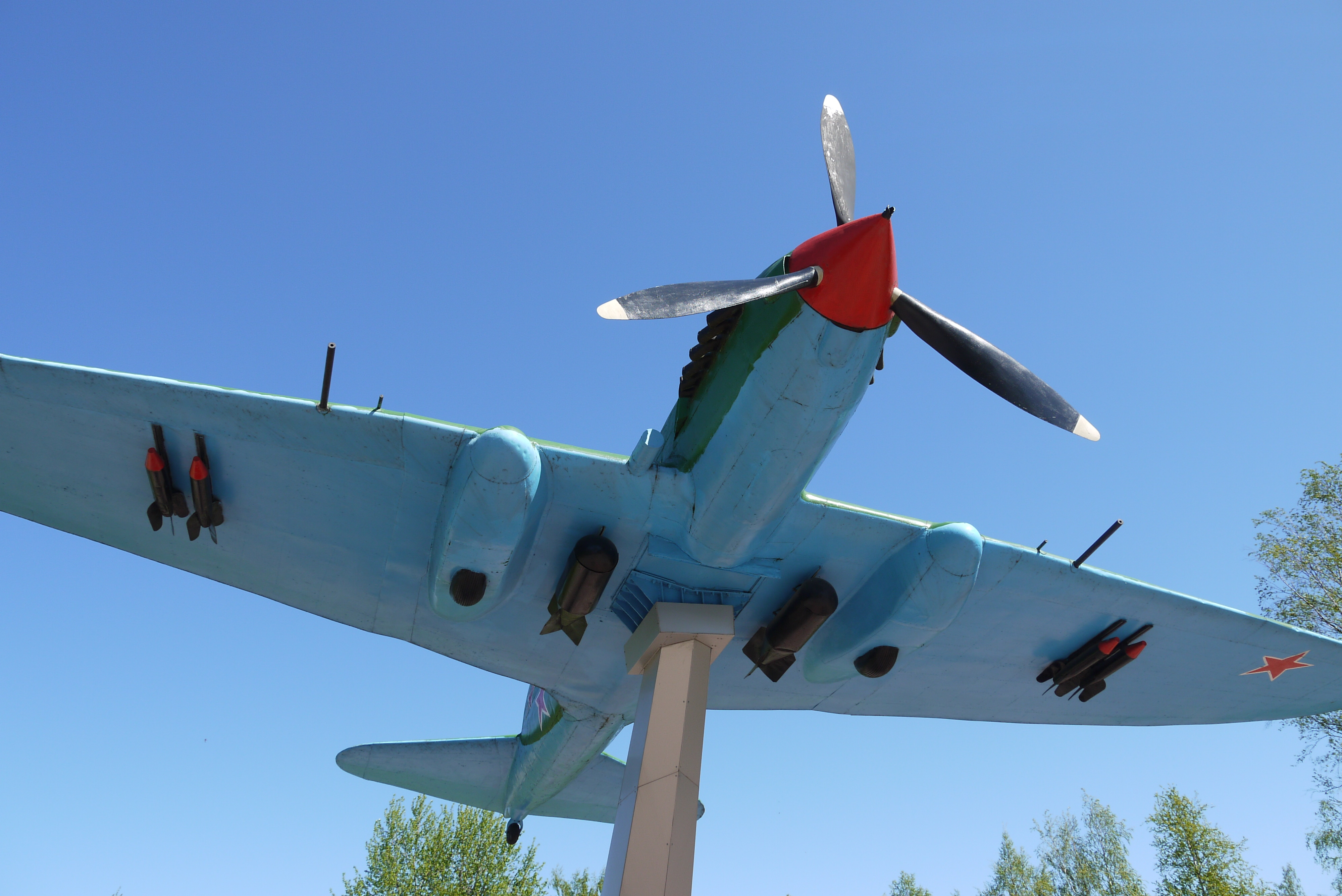